# Kizu-gawa
La rivière Kizu (木津川, Kizu-gawa) est un cours d'eau du Japon, long de 99 km, dont le cours traverse, dans un bassin versant de 1 596 km2, les préfectures de Kyoto et Mie.

## Géographie

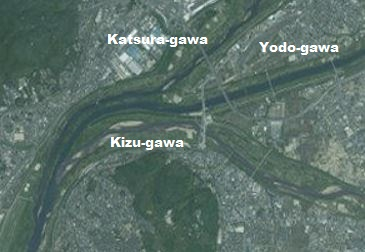
Point de confluence, à Kyotō, de la rivière Kizu et du fleuve Yodo.

La rivière Kizu prend sa source dans le haut plateau d'Oyama (青山高原, Aoyamagōgen (ja)), située dans l'est de la ville d'Iga, en bordure de Tsu, capitale de la préfecture de Mie.
Son cours se déploie d'abord vers l'ouest, puis, dans l'ouest de la ville de Kizugawa (préfecture de Kyoto), remonte vers le nord en direction de Yawata, où elle se jette dans le fleuve Yodo dont l'embouchure vers la baie d'Osaka se trouve à Osaka.

## Catastrophes naturelles
Depuis des temps immémoriaux, la pluie, tombant en trombes d'eau, dans l'intérieur des terres, et des typhons, venus de la baie d'Ise, ont provoqué le débordement de la rivière Kizu. La répétition de ces catastrophes naturelles a contraint les habitants de cette région du Japon à construire des digues et des barrages pour contrôler les crues tout le long du cours d'eau.

### Inondations de 1953
Le 15 août 1953, des pluies torrentielles sous orage se sont abattues dans le sud de la ville de Kyotō, provoquant le débordement de la rivière kizu. Les inondations subséquentes ont causé des dégâts importants, notamment dans le village de Minamiyamashiro du district de Sōraku (préfecture de Kyoto), où 336 personnes sont mortes et des dizaines d'autres portées disparues. Les ponts Tamamizu à Kyōtanabe et Izumi à Kizugawa furent entièrement détruits.

### Inondations de 1959
Fin septembre 1959, le passage du typhon Vera, en baie d'Ise, fit déborder la Kizu-gawa. Dans le village de Minamiyamashiro, les inondations qui suivirent détruisirent des dizaines de maisons, dont la mairie. De même, plus en aval, à Kasagi, 300 habitations furent partiellement détruites.